# Cornelia Pfohl
Cornelia Pfohl (n. 23 iulie 1971, Erlabrunn, Bavaria, Germania) este o arcașă germană, medaliată olimpică. A participat la 4 ediții ale Jocurilor Olimpice (1992, 1996, 2000, 2004) în care a câștigat o medalie de argint și o medalie de bronz.